# Losing My Religion
"Losing My Religion" je skladba americké alternativně rockové skupiny R.E.M. Skladba byla vydána jako první singl z jejich alba Out of Time. Má základ v mandolínovém riffu a skupina si nebyla jistá, zda půjde o hit, nicméně si skladba nakonec získala velkou hranost v rádiích, stejně jako na MTV v podobě videoklipu. Stala se nejúspěšnější pro skupinu v USA, kde dosáhla 4. místa v žebříčku Billboard Hot 100 a rozšířila tak popularitu i mimo fanoušky skupiny. Byla nominována na několik cen Grammy, přičemž vyhrála dvě v kategoriích Best Pop Performance by a Duo or Group with Vocal a Best Short Form Music Video.

## Seznam skladeb
Všechny skladby napsali Bill Berry, Peter Buck, Mike Mills a Michael Stipe, není-li uvedeno jinak.
7 "
1. "Losing My Religion" - 4:29
2. "Rotary Eleven" - 2:32

12 "and Compact Disc
1. "Losing My Religion" - 4:29
2. "Rotary Eleven" - 2:32
3. "After Hours" (Lou Reed) (live)1 - 2:08

UK "Collector 'Edition" CD 1
1. "Losing My Religion" - 4:29
2. "Stand" (live)1 - 3:21
3. "Turn You Inside-Out" (live)1 - 4:23
4. "World Leader Pretend" (live)1 - 4:24

UK "Collector 'Edition" CD 2
1. "Losing My Religion" - 4:29
2. "Fretless" - 4:51
3. "Losing My Religion" (Live Acoustic Version / Rockline) - 4:38
4. "Rotary Eleven" - 2:32

Poznámky
- 1. Pochází z koncertního videa, Tourfilm.

## Žebříčky a certifikace
| Rebríček (1991)                       | Vrcholová pozice |
| ------------------------------------- | ---------------- |
| Australian Singles Chart              | 11               |
| Austrian Singles Chart                | 6                |
| Canadian Singles Chart                | 16               |
| Dutch Singles Chart                   | 1                |
| French Singles Chart                  | 3                |
| Norwegian Singles Chart               | 4                |
| Swedish Singles Chart                 | 3                |
| Swiss Singles Chart                   | 11               |
| UK Singles Chart                      | 19               |
| USA Billboard Hot 100                 | 4                |
| U.S. Billboard Mainstream Rock Tracks | 1                |
| U.S. Billboard Modern Rock Tracks     | 1                |
| U.S. Billboard Adult Contemporary     | 28               |

| Země   | Certifikace |
| ------ | ----------- |
| Itálie | Zlato       |
| USA    | Gold        |